# Wätterlatte
Die Wätterlatte (auch Wetterlatte geschrieben) ist der nordwestliche Ausläufer des Dreispitzes zwischen Suldtal und Kiental und liegt auf dem Gebiet der Berner Oberländer Gemeinde Reichenbach im Kandertal. Nach Westen setzt sie sich in der Standfluh und dem Engel fort.